# Китай на зимних Олимпийских играх 2018
Китайская Народная Республика на зимних Олимпийских играх 2018 года была представлена 81 спортсменом в 5 видах спорта. На церемонии открытия Игр право нести национальный флаг было доверено трёхкратной олимпийской чемпионке шорт-трекистке Чжоу Ян, а на церемонии закрытия — ещё одному представителю шорт-трека У Дацзину, который на Играх в Пхёнчхане стал единственным китайским спортсменом, кому удалось выиграть золотую медаль, став чемпионом на дистанции 500 метров. По итогам соревнований на счету китайских спортсменов были 1 золотая, 6 серебряные и 2 бронзовые медали, что позволило сборной КНР занять 16-е место в неофициальном медальном зачёте.

## Медали
| Золото  |                                                          |                                          |            |
| №       | Спортсмены                                               | Вид спорта (дисциплина)                  | Дата       |
| 1       | У Дацзин                                                 | Шорт-трек (500 метров, мужчины)          | 22 февраля |
| Серебро |                                                          |                                          |            |
| №       | Спортсмены                                               | Вид спорта (дисциплина)                  | Дата       |
| 1       | Лю Цзяюй                                                 | Сноуборд (хафпайп, женщины)              | 13 февраля |
| 2       | Суй Вэньцзин Хань Цун                                    | Фигурное катание (парное катание)        | 15 февраля |
| 3       | Чжан Синь                                                | Фристайл (акробатика, женщины)           | 16 февраля |
| 4       | Ли Цзиньюй                                               | Шорт-трек (1500 метров, женщины)         | 17 февраля |
| 5       | Цзя Цзунъян                                              | Фристайл (акробатика, мужчины)           | 18 февраля |
| 6       | У Дацзин Хань Тяньюй Сюй Хунчжи Чэнь Дэцюань Жэнь Цзывэй | Шорт-трек (эстафета, мужчины)            | 22 февраля |
| Бронза  |                                                          |                                          |            |
| №       | Спортсмены                                               | Вид спорта (дисциплина)                  | Дата       |
| 1       | Кун Фанью                                                | Фристайл (акробатика, женщины)           | 16 февраля |
| 2       | Гао Тинъюй                                               | Конькобежный спорт (500 метров, мужчины) | 19 февраля |

## Состав сборной
Биатлон
1. Тан Цзялинь
2. Чжан Янь

 Бобслей
1. Ван Сидон
2. Ли Чуньцзянь
3. Цзинь Цзянь
4. Шао Ицзюнь
5. Ши Хао

 Горнолыжный спорт
1. Квота 1
2. Квота 2

 Кёрлинг
1. Ба Дэсинь
2. Ван Бинъюй
3. Ван Жуй
4. Лю Цзиньли
5. Ма Цзинъи
6. Цзян Синьди
7. Чжоу Янь

 Конькобежный спорт
1. Ван Хунли
2. Гао Тинъюй
3. Сякайни Аэрчэньхацзы
4. Се Цзясюань
5. Ян Тао
6. Го Дань
7. Ли Дань
8. Лю Цзин
9. Хао Цзячэнь
10. Тянь Жуйнин
11. Мэй Хань
12. Чжан Хун
13. Юй Цзин

 Лыжные гонки
1. Ван Цян
2. Сунь Цинхай
3. Ли Синь
4. Чи Чуньсюэ

 Прыжки на лыжах с трамплина
1. Чан Синьюэ

 Скелетон
1. Гэн Вэньцян

 Сноуборд
1. Чжан Ивэй
2. Ши Ванчэн
3. Гон Найин
4. Ли Шуан
5. Лю Цзяюй
6. Сюй Сяосяо
7. Цай Сюэтун
8. Цзан Жусинь
9. Цю Лэн

 Фигурное катание
1. Лю Синьюй
2. Хань Цун
3. Цзинь Боян
4. Цзинь Ян
5. Чжан Хао
6. Янь Хань
7. Ван Шиюэ
8. Ли Сяннин
9. Пэн Чэн
10. Суй Вэньцзин
11. Юй Сяоюй

 Фристайл
1. Ван Синьди
2. Кун Сянжуй
3. Лю Чжунцин
4. Мао Бинцян
5. Цзя Цзунъян
6. Ци Гуанпу
7. Ван Цзинь
8. Гуань Цзыянь
9. Кун Фаньюй
10. Сюй Мэнтао
11. У Мэн
12. Чай Хун
13. Чжан Кэсинь
14. Чжан Синь
15. Янь Тин

 Шорт-трек
1. Жэнь Цзывэй
2. Сюй Хунчжи
3. У Дацзин
4. Хань Тяньюй
5. Чэнь Дэцюань
6. Ли Цзиньюй
7. Фань Кэсинь
8. Хань Юйтун
9. Цюй Чуньюй
10. Чжоу Ян

## Результаты соревнований

### Биатлон
Большинство олимпийских лицензий на Игры 2018 года были распределены по результатам выступления стран в зачёт Кубка наций в рамках Кубка мира 2016/2017. По его результатам женская сборная Китая заняла 25-е место, в результате чего осталась без путёвок на Игры. Однако по итогам дополнительного отбора китайская сборная получила 2 квоты в женских соревнованиях.
Женщины
| Соревнование         | Спортсмены  | Стрельба | Время   | Место | Отставание |
| -------------------- | ----------- | -------- | ------- | ----- | ---------- |
| спринт               | Чжан Янь    | 1+0      | 23:14,0 | 38    | +2:07,8    |
| спринт               | Тан Цзялинь | 1+2      | 24:30,3 | 70    | +3:24,1    |
| гонка преследования  | Чжан Янь    | 3+0+0+0  | 35:16,7 | 45    | +4:41,4    |
| индивидуальная гонка | Чжан Янь    | 1+2+0+1  | 47:29,6 | 59    | +6:22,4    |
| индивидуальная гонка | Тан Цзялинь | 1+1+0+0  | 48:12,0 | 66    | +7:04,8    |

### Бобслей

#### Бобслей
Квалификация спортсменов для участия в Олимпийских играх осуществлялась на основании рейтинга IBSF (англ. IBSF Ranking) по состоянию на 14 января 2018 года. По его результатам сборная Китая завоевал две олимпийские лицензии в мужских двойках и ещё одну квоту в четвёрках.
Мужчины
| Соревнование | Спортсмены                               | 1 заезд   | 1 заезд | 2 заезд   | 2 заезд | 3 заезд   | 3 заезд | 4 заезд               | 4 заезд               | Итоговый результат | Итоговое место | Отставание |
| Соревнование | Спортсмены                               | Результат | Место   | Результат | Место   | Результат | Место   | Результат             | Место                 | Итоговый результат | Итоговое место | Отставание |
| ------------ | ---------------------------------------- | --------- | ------- | --------- | ------- | --------- | ------- | --------------------- | --------------------- | ------------------ | -------------- | ---------- |
| двойки       | Ли Чуньцзянь Ван Сидон                   | 50,13     | 26      | 50,21     | 27      | 50,15     | 27      | завершили выступление | завершили выступление | 2:30,49            | 26             | —          |
| двойки       | Цзинь Цзянь Ши Хао                       | 50,47     | 29      | 50,17     | 26      | 50,33     | 28      | завершили выступление | завершили выступление | 2:30,97            | 29             | —          |
| четвёрки     | Шао Ицзюнь Ван Сидон Ли Чуньцзянь Ши Хао | 49,79     | 26      | 50,01     | 27      | 49,94     | 23      | завершили выступление | завершили выступление | 2:29,74            | 26             | —          |

#### Скелетон
Квалификация спортсменов для участия в Олимпийских играх осуществлялась на основании рейтинга IBSF (англ. IBSF Ranking) по состоянию на 14 января 2018 года. По его результатам сборная Китая стала обдадателем одной олимпийской квоты в мужском скелетоне.
Мужчины
| Соревнование | Спортсмены  | 1 заезд   | 1 заезд | 2 заезд   | 2 заезд | 3 заезд   | 3 заезд | 4 заезд   | 4 заезд | Итоговый результат | Итоговое место | Отставание |
| Соревнование | Спортсмены  | Результат | Место   | Результат | Место   | Результат | Место   | Результат | Место   | Итоговый результат | Итоговое место | Отставание |
| ------------ | ----------- | --------- | ------- | --------- | ------- | --------- | ------- | --------- | ------- | ------------------ | -------------- | ---------- |
| мужчины      | Гэн Вэньцян | 51,51     | 19      | 50,87     | 7       | 51,18     | 15      | 51,09     | 12      | 3:24,65            | 13             | +4,10      |

### Кёрлинг

#### Женщины
Сразу 8 олимпийских лицензий в женском кёрлинге было разыграно по результатам последних двух чемпионатов мира, по итогам которых сборная Китая заняла лишь 9-е место. Оставшиеся две путёвки разыгрывались в начале декабря 2017 года на квалификационном турнире в Пльзене. Одержав на предварительном этапе 5 побед в 6 матчах китаянки вышли в первый отборочный финал, где победили сборную Италии 11:4 и стали обладателями олимпийской лицензии.
Состав
| Четвёртый  | Третий   | Второй     | Ведущий   | Запасной    |
| ---------- | -------- | ---------- | --------- | ----------- |
| Ван Бинъюй | Чжоу Янь | Лю Цзиньли | Ма Цзинъи | Цзян Синьди |

| Место | Команда          | В | П | КЗ | КП | ВЭ | ПЭ | ОЭ | УЭ | ППД |
| ----- | ---------------- | - | - | -- | -- | -- | -- | -- | -- | --- |
| 1     | Республика Корея | 8 | 1 | 75 | 44 | 41 | 34 | 5  | 15 | 79% |
| 2     | Швеция           | 7 | 2 | 64 | 48 | 42 | 34 | 14 | 13 | 83% |
| 3     | Великобритания   | 6 | 3 | 61 | 56 | 39 | 38 | 12 | 6  | 79% |
| 4     | Япония           | 5 | 4 | 59 | 55 | 38 | 36 | 10 | 13 | 75% |
| 5     | Китай            | 4 | 5 | 57 | 65 | 35 | 38 | 12 | 5  | 78% |
| 6     | Канада           | 4 | 5 | 68 | 59 | 40 | 36 | 10 | 12 | 81% |
| 7     | США              | 4 | 5 | 60 | 55 | 34 | 37 | 12 | 7  | 78% |
| 8     | Швейцария        | 4 | 5 | 56 | 65 | 38 | 39 | 7  | 6  | 78% |
| 9     | ОСР              | 2 | 7 | 45 | 76 | 34 | 40 | 8  | 6  | 76% |
| 10    | Дания            | 1 | 8 | 50 | 72 | 32 | 41 | 10 | 6  | 73% |

Результаты
Время местное (UTC+9).

| Площадка D | 1 | 2 | 3 | 4 | 5 | 6 | 7 | 8 | 9 | 10 | Всего |
| Швейцария  | 1 | 0 | 0 | 0 | 0 | 1 | 1 | 0 | X | X  | 2     |
| Китай      | 0 | 2 | 1 | 1 | 0 | 0 | 0 | 3 | X | X  | 7     |

| Площадка A     | 1 | 2 | 3 | 4 | 5 | 6 | 7 | 8 | 9 | 10 | 11 | Всего |
| Китай          | 0 | 1 | 0 | 3 | 0 | 1 | 0 | 1 | 0 | 1  | 0  | 7     |
| Великобритания | 1 | 0 | 1 | 0 | 1 | 0 | 2 | 0 | 2 | 0  | 1  | 8     |

| Площадка B | 1 | 2 | 3 | 4 | 5 | 6 | 7 | 8 | 9 | 10 | Всего |
| Китай      | 4 | 0 | 0 | 1 | 0 | 0 | 1 | 0 | 4 | Х  | 10    |
| Дания      | 0 | 1 | 3 | 0 | 2 | 0 | 0 | 1 | 0 | X  | 7     |

| Площадка C | 1 | 2 | 3 | 4 | 5 | 6 | 7 | 8 | 9 | 10 | Всего |
| Китай      | 0 | 1 | 0 | 2 | 0 | 0 | 0 | 1 | X | X  | 4     |
| США        | 3 | 0 | 4 | 0 | 2 | 0 | 1 | 0 | X | X  | 10    |

| Площадка B | 1 | 2 | 3 | 4 | 5 | 6 | 7 | 8 | 9 | 10 | Всего |
| Швеция     | 0 | 2 | 1 | 0 | 2 | 0 | 0 | 3 | 0 | X  | 8     |
| Китай      | 0 | 0 | 0 | 1 | 0 | 2 | 0 | 0 | 1 | X  | 4     |

| Площадка C | 1 | 2 | 3 | 4 | 5 | 6 | 7 | 8 | 9 | 10 | 11 | Всего |
| Китай      | 0 | 2 | 1 | 0 | 0 | 1 | 0 | 2 | 0 | 0  | 0  | 6     |
| ОСР        | 1 | 0 | 0 | 2 | 0 | 0 | 1 | 0 | 0 | 2  | 1  | 7     |

| Площадка C | 1 | 2 | 3 | 4 | 5 | 6 | 7 | 8 | 9 | 10 | 11 | Всего |
| Япония     | 2 | 1 | 0 | 1 | 0 | 1 | 0 | 0 | 0 | 1  | 0  | 6     |
| Китай      | 0 | 0 | 2 | 0 | 1 | 0 | 0 | 3 | 0 | 0  | 1  | 7     |

| Площадка D       | 1 | 2 | 3 | 4 | 5 | 6 | 7 | 8 | 9 | 10 | Всего |
| Китай            | 0 | 1 | 0 | 1 | 0 | 2 | 1 | 0 | Х | Х  | 5     |
| Республика Корея | 3 | 0 | 3 | 0 | 4 | 0 | 0 | 2 | Х | Х  | 12    |

| Площадка A | 1 | 2 | 3 | 4 | 5 | 6 | 7 | 8 | 9 | 10 | Всего |
| Канада     | 0 | 0 | 1 | 2 | 0 | 1 | 0 | 0 | 1 | 0  | 5     |
| Китай      | 0 | 2 | 0 | 0 | 3 | 0 | 0 | 1 | 0 | 1  | 7     |

Итог: женская сборная Китая по кёрлингу заняла 5-е место.

#### Смешанные пары
Соревнования среди смешанных пар дебютируют в программе зимних Олимпийских игр. Олимпийскую лицензию в соревновании смешанных пар сборная Китая получила, заняв по результатам последних двух чемпионатов мира итоговое 1-е место.
Состав
| Мужчина   | Женщина |
| --------- | ------- |
| Ба Дэсинь | Ван Жуй |

| Место | Команда          | В | П | КЗ | КП | ВЭ | ПЭ | ОЭ | УЭ | ППД |
| ----- | ---------------- | - | - | -- | -- | -- | -- | -- | -- | --- |
| 1     | Канада           | 6 | 1 | 52 | 26 | 29 | 20 | 0  | 9  | 80% |
| 2     | Швейцария        | 5 | 2 | 45 | 33 | 29 | 26 | 0  | 10 | 72% |
| 3     | ОСР              | 4 | 3 | 36 | 44 | 26 | 27 | 1  | 7  | 67% |
| 4     | Китай            | 4 | 3 | 47 | 42 | 27 | 27 | 1  | 6  | 72% |
| 5     | Норвегия         | 4 | 3 | 39 | 43 | 26 | 25 | 1  | 8  | 74% |
| 6     | Республика Корея | 2 | 5 | 42 | 47 | 26 | 26 | 1  | 7  | 70% |
| 7     | США              | 2 | 5 | 37 | 43 | 26 | 25 | 0  | 9  | 74% |
| 8     | Финляндия        | 1 | 6 | 35 | 53 | 23 | 29 | 0  | 6  | 66% |

Результаты
Время местное (UTC+9).

| Площадка D | 1 | 2 | 3 | 4 | 5 | 6 | 7 | 8 | 9 | Всего |
| Китай      | 1 | 0 | 0 | 2 | 0 | 1 | 0 | 1 | 0 | 5     |
| Швейцария  | 0 | 1 | 1 | 0 | 1 | 0 | 2 | 0 | 2 | 7     |

| Площадка C | 1 | 2 | 3 | 4 | 5 | 6 | 7 | 8 | Всего |
| Китай      | 0 | 2 | 0 | 1 | 0 | 1 | 0 | X | 4     |
| Канада     | 3 | 0 | 4 | 0 | 1 | 0 | 2 | X | 10    |

| Площадка A | 1 | 2 | 3 | 4 | 5 | 6 | 7 | 8 | Всего |
| Китай      | 0 | 1 | 0 | 1 | 1 | 1 | 0 | 2 | 6     |
| США        | 2 | 0 | 1 | 0 | 0 | 0 | 1 | 0 | 4     |

| Площадка A | 1 | 2 | 3 | 4 | 5 | 6 | 7 | 8 | Всего |
| Норвегия   | 0 | 1 | 1 | 0 | 1 | 0 | X | X | 3     |
| Китай      | 1 | 0 | 0 | 3 | 0 | 5 | X | X | 9     |

| Площадка B       | 1 | 2 | 3 | 4 | 5 | 6 | 7 | 8 | 9 | Всего |
| Республика Корея | 0 | 1 | 0 | 0 | 4 | 0 | 2 | 0 | 0 | 7     |
| Китай            | 2 | 0 | 3 | 1 | 0 | 1 | 0 | 0 | 1 | 8     |

| Площадка B | 1 | 2 | 3 | 4 | 5 | 6 | 7 | 8 | 9 | Всего |
| Китай      | 0 | 0 | 0 | 3 | 0 | 0 | 1 | 1 | 0 | 5     |
| ОСР        | 1 | 1 | 1 | 0 | 1 | 1 | 0 | 0 | 1 | 6     |

| Площадка D | 1 | 2 | 3 | 4 | 5 | 6 | 7 | 8 | Всего |
| Финляндия  | 0 | 3 | 0 | 1 | 0 | 1 | 0 | X | 5     |
| Китай      | 3 | 0 | 1 | 0 | 4 | 0 | 2 | X | 10    |

Тай-брейк
11 февраля, 20:05 (UTC+9)
| Площадка A | 1 | 2 | 3 | 4 | 5 | 6 | 7 | 8 | Всего |
| Китай      | 2 | 0 | 1 | 0 | 2 | 0 | 2 | 0 | 7     |
| Норвегия   | 0 | 3 | 0 | 1 | 0 | 4 | 0 | 1 | 9     |

Итог: сборная Китая в соревнованиях смешанных пар заняла 4-е место.

### Коньковые виды спорта

#### Конькобежный спорт
По сравнению с прошлыми Играми в программе конькобежного спорта произошёл ряд изменений. Были добавлены соревнвнования в масс-старте, где спортсменам необходимо будет преодолеть 16 кругов, с тремя промежуточными финишами, набранные очки на которых помогут в распределении мест, начиная с 4-го. Также впервые с 1994 года конькобежцы будут бежать дистанцию 500 метров только один раз. Распределение квот происходило по итогам первых четырёх этапов Кубка мира. По их результатам был сформирован сводный квалификационный список, согласно которому сборная Китая стала обладателем 17 олимпийских лицензий на 8 дистанциях.
Мужчины
Индивидуальные гонки
| Соревнование | Спортсмены           | Результат | Место | Отставание |
| ------------ | -------------------- | --------- | ----- | ---------- |
| 500 метров   | Гао Тинъюй           | 34,65     | 3     | +0,24      |
| 500 метров   | Ян Тао               | 35,41     | 27    | +1,00      |
| 500 метров   | Се Цзясюань          | 35,545    | 31    | +1,13      |
| 1000 метров  | Ян Тао               | 1:10,10   | 26    | +2,15      |
| 1500 метров  | Сякайни Аэрчэньхацзы | 1:50,16   | 32    | +6,15      |

Масс-старт
| Соревнование | Спортсмены | Полуфинал | Полуфинал | Полуфинал | Полуфинал | Полуфинал | Финал                | Финал                | Финал                | Финал                |
| Соревнование | Спортсмены | Забег     | Круги     | Очки      | Время     | Место     | Круги                | Очки                 | Время                | Место                |
| ------------ | ---------- | --------- | --------- | --------- | --------- | --------- | -------------------- | -------------------- | -------------------- | -------------------- |
| масс-старт   | Ван Хунли  | 2         | 16        | 0         | 8:00,97   | 12        | завершил выступление | завершил выступление | завершил выступление | завершил выступление |

Женщины
Индивидуальные гонки
| Соревнование | Спортсмены  | Результат | Место | Отставание |
| ------------ | ----------- | --------- | ----- | ---------- |
| 500 метров   | Юй Цзин     | 37,81     | 9     | +0,87      |
| 500 метров   | Чжан Хун    | 38,39     | 15    | +1,45      |
| 500 метров   | Тянь Жуйнин | 38,86     | 20    | +1,92      |
| 1000 метров  | Чжан Хун    | 1:15,67   | 11    | +2,11      |
| 1000 метров  | Юй Цзин     | 1:16,361  | 17    | +2,80      |
| 1000 метров  | Тянь Жуйнин | 1:16,69   | 21    | +3,13      |
| 1500 метров  | Хао Цзячэнь | 1:59,58   | 20    | +5,23      |
| 1500 метров  | Тянь Жуйнин | 2:00,29   | 23    | +5,94      |
| 3000 метров  | Хао Цзячэнь | 4:15,56   | 21    | +16,35     |
| 3000 метров  | Лю Цзин     | 4:20,95   | 24    | +21,74     |

Масс-старт
| Соревнование | Спортсмены | Полуфинал | Полуфинал | Полуфинал | Полуфинал | Полуфинал | Финал | Финал | Финал   | Финал |
| Соревнование | Спортсмены | Забег     | Круги     | Очки      | Время     | Место     | Круги | Очки  | Время   | Место |
| ------------ | ---------- | --------- | --------- | --------- | --------- | --------- | ----- | ----- | ------- | ----- |
| масс-старт   | Го Дань    | 1         | 16        | 43        | 8:54,20   | 2 Q       | 16    | 6     | 8:50,48 | 5     |
| масс-старт   | Ли Дань    | 2         | 16        | 24        | 8:32,49   | 3 Q       | 16    | 0     | 8:33,90 | 10    |

Командная гонка
| Соревнование    | Спортсмены                                | Четвертьфинал | Четвертьфинал | Четвертьфинал | Полуфинал            | Финал                | Итоговое Место |
| Соревнование    | Спортсмены                                | Забег         | Время         | Место         | Соперник / Результат | Соперник / Результат | Итоговое Место |
| --------------- | ----------------------------------------- | ------------- | ------------- | ------------- | -------------------- | -------------------- | -------------- |
| командная гонка | Ли Дань Лю Цзин F Хао Цзячэнь Мэй Хань QF | 2             | 3:00,01       | 5 QC          | не участвовали       | Финал C              | 5              |
| командная гонка | Ли Дань Лю Цзин F Хао Цзячэнь Мэй Хань QF | 2             | 3:00,01       | 5 QC          | не участвовали       | Германия · В 3:00,04 | 5              |

#### Фигурное катание
Большинство олимпийских лицензий на Игры 2018 года были распределены по результатам выступления спортсменов в рамках чемпионата мира 2017 года. По его результатам сборная Китая смогла завоевать как минимум по одной квоте в каждом виде программы. Также сборная Китая получила право выступить в командных соревнованиях.
| Соревнование              | Спортсмены              | Короткая программа | Короткая программа | Произвольная программа | Произвольная программа | Всего        | Всего |
| Соревнование              | Спортсмены              | Сумма баллов       | Место              | Сумма баллов           | Место                  | Сумма баллов | Место |
| ------------------------- | ----------------------- | ------------------ | ------------------ | ---------------------- | ---------------------- | ------------ | ----- |
| мужское одиночное катание | Цзинь Боян              | 103,32             | 4 Q                | 194,45                 | 5                      | 297,77       | 4     |
| мужское одиночное катание | Янь Хань                | 80,63              | 19 Q               | 132,38                 | 23                     | 213,01       | 23    |
| женское одиночное катание | Ли Сяннин               | 52,46              | 24 Q               | 101,97                 | 20                     | 154,43       | 22    |
| парное катание            | Суй Вэньцзин / Хань Цун | 82,39              | 1 Q                | 153,08                 | 3                      | 235,47       | 2     |
| парное катание            | Юй Сяоюй / Чжан Хао     | 75,58              | 5 Q                | 128,52                 | 11                     | 204,10       | 8     |
| парное катание            | Пэн Чэн / Цзинь Ян      | 62,61              | 17                 | завершили выступление  | завершили выступление  | 62,61        | 17    |
| танцы на льду             | Ван Шиюэ / Лю Синьюй    | 57,81              | 22                 | завершили выступление  | завершили выступление  | 57,81        | 22    |

Командные соревнования
| Соревнование           | Спортсмены                                                  | Короткая программа     | Короткая программа     | Короткая программа      | Короткая программа     | Произвольная программа | Произвольная программа | Произвольная программа | Произвольная программа | Всего     | Всего |
| Соревнование           | Спортсмены                                                  | Мужчины                | Женщины                | Пары                    | Танцы                  | Мужчины                | Женщины                | Пары                   | Танцы                  | Результат | Место |
| ---------------------- | ----------------------------------------------------------- | ---------------------- | ---------------------- | ----------------------- | ---------------------- | ---------------------- | ---------------------- | ---------------------- | ---------------------- | --------- | ----- |
| командные соревнования | Янь Хань Ли Сяннин Юй Сяоюй / Чжан Хао Ван Шиюэ / Лю Синьюй | 77,10 7-е место 4 очка | 58,62 7-е место 4 очка | 69,17 5-е место 6 очков | 56,98 7-е место 4 очка | завершили выступление  | завершили выступление  | завершили выступление  | завершили выступление  | 18        | 6     |

#### Шорт-трек
Квалификация на зимние Олимпийские игры в шорт-треке проходила по результатам четырёх этапов Кубка мира 2017/2018. По итогам этих турниров был сформирован олимпийский квалификационный лист, согласно которому сборная Китая попала в число восьми сильнейших в эстафетном зачёте, как у мужчин, так и у женщин. Благодаря этому китайская сборная получила возможность заявить для участия в Играх по 5 спортсменов.
Мужчины
| Соревнование | Спортсмены                                                     | Отборочный раунд | Отборочный раунд | Отборочный раунд | Четвертьфинал        | Четвертьфинал        | Четвертьфинал        | Полуфинал            | Полуфинал            | Полуфинал            | Финал                | Финал                | Итоговое место |
| Соревнование | Спортсмены                                                     | Забег            | Результат        | Место            | Забег                | Результат            | Место                | Забег                | Результат            | Место                | Результат            | Место                | Итоговое место |
| ------------ | -------------------------------------------------------------- | ---------------- | ---------------- | ---------------- | -------------------- | -------------------- | -------------------- | -------------------- | -------------------- | -------------------- | -------------------- | -------------------- | -------------- |
| 500 метров   | У Дацзин                                                       | 1                | 40,264 OR        | 1 Q              | 2                    | 39,800 WR            | 1 Q                  | 1                    | 40,087               | 1 QA                 | Финал A              | Финал A              | 1              |
| 500 метров   | У Дацзин                                                       | 1                | 40,264 OR        | 1 Q              | 2                    | 39,800 WR            | 1 Q                  | 1                    | 40,087               | 1 QA                 | 39,584 WR            | 1                    | 1              |
| 500 метров   | Жэнь Цзывэй                                                    | 5                | 40,294           | 1 Q              | 1                    | 40,032 OR            | 1 Q                  | 2                    | 40,418               | 3 QB                 | Финал B              | Финал B              | 6              |
| 500 метров   | Жэнь Цзывэй                                                    | 5                | 40,294           | 1 Q              | 1                    | 40,032 OR            | 1 Q                  | 2                    | 40,418               | 3 QB                 | 40,694               | 2                    | 6              |
| 500 метров   | Хань Тяньюй                                                    | 8                | 40,744           | 2 Q              | 3                    | 1:14,891             | 3                    | завершил выступление | завершил выступление | завершил выступление | завершил выступление | завершил выступление | 12             |
| 1000 метров  | У Дацзин                                                       | 5                | 1:23,463         | 2 Q              | 4                    | PEN                  | —                    | завершил выступление | завершил выступление | завершил выступление | завершил выступление | завершил выступление | 18             |
| 1000 метров  | Хань Тяньюй                                                    | 6                | PEN              | —                | завершил выступление | завершил выступление | завершил выступление | завершил выступление | завершил выступление | завершил выступление | завершил выступление | завершил выступление | —              |
| 1000 метров  | Жэнь Цзывэй                                                    | 4                | PEN              | —                | завершил выступление | завершил выступление | завершил выступление | завершил выступление | завершил выступление | завершил выступление | завершил выступление | завершил выступление | —              |
| 1500 метров  | Хань Тяньюй                                                    | 2                | 2:38,865         | 5 ADV            | не проводится        | не проводится        | не проводится        | 3                    | 2:11,827             | 4 QB                 | Финал B              | Финал B              | 8              |
| 1500 метров  | Хань Тяньюй                                                    | 2                | 2:38,865         | 5 ADV            | не проводится        | не проводится        | не проводится        | 3                    | 2:11,827             | 4 QB                 | 2:26,281             | 1                    | 8              |
| 1500 метров  | Сюй Хунчжи                                                     | 6                | 2:35,641         | 5 ADV            | не проводится        | не проводится        | не проводится        | 3                    | 2:19,310             | 6                    | завершил выступление | завершил выступление | 18             |
| 1500 метров  | У Дацзин                                                       | 3                | 2:15,823         | 3 Q              | не проводится        | не проводится        | не проводится        | 3                    | PEN                  | —                    | завершил выступление | завершил выступление | 21             |
| эстафета     | У Дацзин Хань Тяньюй Сюй Хунчжи Чэнь Дэцюань FA Жэнь Цзывэй SF | не проводится    | не проводится    | не проводится    | не проводится        | не проводится        | не проводится        | 1                    | 6:36,605             | 1 QA                 | Финал A              | Финал A              | 2              |
| эстафета     | У Дацзин Хань Тяньюй Сюй Хунчжи Чэнь Дэцюань FA Жэнь Цзывэй SF | не проводится    | не проводится    | не проводится    | не проводится        | не проводится        | не проводится        | 1                    | 6:36,605             | 1 QA                 | 6:32,035             | 2                    | 2              |

Женщины
| Соревнование | Спортсмены                                                 | Отборочный раунд | Отборочный раунд | Отборочный раунд | Четвертьфинал         | Четвертьфинал         | Четвертьфинал         | Полуфинал             | Полуфинал             | Полуфинал             | Финал                 | Финал                 | Итоговое место |
| Соревнование | Спортсмены                                                 | Забег            | Результат        | Место            | Забег                 | Результат             | Место                 | Забег                 | Результат             | Место                 | Результат             | Место                 | Итоговое место |
| ------------ | ---------------------------------------------------------- | ---------------- | ---------------- | ---------------- | --------------------- | --------------------- | --------------------- | --------------------- | --------------------- | --------------------- | --------------------- | --------------------- | -------------- |
| 500 метров   | Цюй Чуньюй                                                 | 4                | 42,971           | 2 Q              | 4                     | 42,954                | 1 Q                   | 2                     | PEN                   | —                     | завершила выступление | завершила выступление | 7              |
| 500 метров   | Фань Кэсинь                                                | 5                | 43,350           | 1 Q              | 3                     | 43,485                | 2 Q                   | 1                     | PEN                   | —                     | завершила выступление | завершила выступление | 8              |
| 500 метров   | Хань Юйтун                                                 | 6                | 43,719           | 2 Q              | 3                     | 43,627                | 3                     | завершила выступление | завершила выступление | завершила выступление | завершила выступление | завершила выступление | 12             |
| 1000 метров  | Цюй Чуньюй                                                 | 2                | 1:31,279         | 2 Q              | 3                     | 1:31,284              | 2 Q                   | 2                     | PEN                   | —                     | завершила выступление | завершила выступление | 8              |
| 1000 метров  | Ли Цзиньюй                                                 | 6                | 1:32,335         | 1 Q              | 2                     | 1:30,175              | 3                     | завершила выступление | завершила выступление | завершила выступление | завершила выступление | завершила выступление | 9              |
| 1000 метров  | Хань Юйтун                                                 | 1                | PEN              | —                | завершила выступление | завершила выступление | завершила выступление | завершила выступление | завершила выступление | завершила выступление | завершила выступление | завершила выступление | —              |
| 1500 метров  | Ли Цзиньюй                                                 | 6                | 2:25,034         | 3 Q              | не проводится         | не проводится         | не проводится         | 3                     | 2:33,005              | 4 ADVA                | Финал A               | Финал A               | 2              |
| 1500 метров  | Ли Цзиньюй                                                 | 6                | 2:25,034         | 3 Q              | не проводится         | не проводится         | не проводится         | 3                     | 2:33,005              | 4 ADVA                | 2:25,703              | 2                     | 2              |
| 1500 метров  | Чжоу Ян                                                    | 5                | 2:29,587         | 2 Q              | не проводится         | не проводится         | не проводится         | 3                     | 2:29,587              | 3 QB                  | Финал B               | Финал B               | 8              |
| 1500 метров  | Чжоу Ян                                                    | 5                | 2:29,587         | 2 Q              | не проводится         | не проводится         | не проводится         | 3                     | 2:29,587              | 3 QB                  | 2:35,241              | 1                     | 8              |
| 1500 метров  | Хань Юйтун                                                 | 2                | 2:31,158         | 1 Q              | не проводится         | не проводится         | не проводится         | 1                     | 2:22,826              | 3 QB                  | Финал B               | Финал B               | 9              |
| 1500 метров  | Хань Юйтун                                                 | 2                | 2:31,158         | 1 Q              | не проводится         | не проводится         | не проводится         | 1                     | 2:22,826              | 3 QB                  | 2:36,548              | 2                     | 9              |
| эстафета     | Фань Кэсинь Цюй Чуньюй Чжоу Ян Ли Цзиньюй FA Хань Юйтун SF | не проводится    | не проводится    | не проводится    | не проводится         | не проводится         | не проводится         | 2                     | 4:05,315 OR           | 1 QA                  | Финал A               | Финал A               | 7              |
| эстафета     | Фань Кэсинь Цюй Чуньюй Чжоу Ян Ли Цзиньюй FA Хань Юйтун SF | не проводится    | не проводится    | не проводится    | не проводится         | не проводится         | не проводится         | 2                     | 4:05,315 OR           | 1 QA                  | PEN                   | —                     | 7              |

### Лыжные виды спорта

#### Горнолыжный спорт
Квалификация спортсменов для участия в Олимпийских играх осуществлялась на основании специального квалификационного рейтинга FIS по состоянию на 21 января 2018 года. При этом НОК для участия в Олимпийских играх мог выбрать только того спортсмена, который вошёл в топ-500 олимпийского рейтинга в своей дисциплине, и при этом имел определённое количество очков, согласно квалификационной таблице. Страны, не имеющие участников в числе 500 сильнейших спортсменов, могли претендовать только на квоты категории «B» в технических дисциплинах. По итогам квалификационного отбора сборная Китая завоевала 2 олимпийские лицензии категории «B».
Мужчины
| Соревнование      | Спортсмены | Скоростной спуск/ 1 спуск | Скоростной спуск/ 1 спуск | Слалом/ 2 спуск | Слалом/ 2 спуск | Всего   | Место | Отставание |
| Соревнование      | Спортсмены | Время                     | Место                     | Время           | Место           | Всего   | Место | Отставание |
| ----------------- | ---------- | ------------------------- | ------------------------- | --------------- | --------------- | ------- | ----- | ---------- |
| гигантский слалом | Янмин Чжан | 1:25.73                   | 79                        | 1:22.95         | 69              | 2:48.68 | 69    | +30.64     |

Женщины
| Соревнование      | Спортсмены | Скоростной спуск/ 1 спуск | Скоростной спуск/ 1 спуск | Слалом/ 2 спуск       | Слалом/ 2 спуск       | Всего                 | Место                 | Отставание            |
| Соревнование      | Спортсмены | Время                     | Место                     | Время                 | Место                 | Всего                 | Место                 | Отставание            |
| ----------------- | ---------- | ------------------------- | ------------------------- | --------------------- | --------------------- | --------------------- | --------------------- | --------------------- |
| слалом            | Фаньин Кун | DNF                       | DNF                       | завершила выступление | завершила выступление | завершила выступление | завершила выступление | завершила выступление |
| гигантский слалом | Фаньин Кун | 1:26.30                   | 61                        | 1:23.58               | 58                    | 2:49.88               | 55                    | +29.86                |

#### Лыжные гонки
Квалификация спортсменов для участия в Олимпийских играх осуществлялась на основании специального квалификационного рейтинга FIS по состоянию на 21 января 2018 года. Для получения олимпийской лицензии категории «A» спортсменам необходимо было набрать максимум 100 очков в дистанционном рейтинге FIS. При этом каждый НОК может заявить на Игры 1 мужчину и 1 женщины, если они выполнили квалификационный критерий «B», по которому они смогут принять участие в спринте и гонках на 10 км для женщин или 15 км для мужчин. По итогам квалификационного отбора сборная Китая завоевала 4 олимпийские лицензии категории «A».
Мужчины
Дистанционные гонки
| Соревнование              | Спортсмены  | Результат | Место | Отставание |
| ------------------------- | ----------- | --------- | ----- | ---------- |
| 15 км свободным стилем    | Сунь Цинхай | 41:55.7   | 98    | +8:11.8    |
| 15 км свободным стилем    | Ван Цян     | DSQ       | DSQ   | DSQ        |
| скиатлон 15+15 км         | Ван Цян     | LAP       | 64    | ---        |
| 50 км классическим стилем | Ван Цян     | 2:34:43.0 | 59    | +26:20.9   |

Спринт
| Соревнование     | Спортсмены          | Квалификация  | Квалификация  | Четвертьфинал        | Четвертьфинал        | Четвертьфинал        | Полуфинал            | Полуфинал            | Полуфинал            | Финал                 | Финал                 | Итоговое место |
| Соревнование     | Спортсмены          | Результат     | Место         | Заезд                | Результат            | Место                | Заезд                | Результат            | Место                | Результат             | Место                 | Итоговое место |
| ---------------- | ------------------- | ------------- | ------------- | -------------------- | -------------------- | -------------------- | -------------------- | -------------------- | -------------------- | --------------------- | --------------------- | -------------- |
| спринт           | Сунь Цинхай         | DSQ           | DSQ           | завершил выступление | завершил выступление | завершил выступление | завершил выступление | завершил выступление | завершил выступление | завершил выступление  | завершил выступление  | ---            |
| спринт           | Ван Цян             | 3:31.56       | 66            | завершил выступление | завершил выступление | завершил выступление | завершил выступление | завершил выступление | завершил выступление | завершил выступление  | завершил выступление  | 66             |
| командный спринт | Ван Цян Сунь Цинхай | Не проводится | Не проводится | Не проводится        | Не проводится        | Не проводится        | 2                    | 18:11.95             | 14                   | завершили выступление | завершили выступление | 27             |

Женщины
Дистанционные гонки
| Соревнование              | Спортсмены | Результат | Место | Отставание |
| ------------------------- | ---------- | --------- | ----- | ---------- |
| 10 км свободным стилем    | Ли Синь    | 27:44.5   | 36    | +2:44.0    |
| 10 км свободным стилем    | Чи Чуньсюэ | 28:49.7   | 55    | +3:49.2    |
| скиатлон 7,5+7,5 км       | Ли Синь    | 46:01.9   | 51    | +5:17.0    |
| скиатлон 7,5+7,5 км       | Чи Чуньсюэ | 46:39.0   | 55    | +5:54.1    |
| 30 км классическим стилем | Ли Синь    | 1:38:04.9 | 37    | +15:47.3   |
| 30 км классическим стилем | Чи Чуньсюэ | 1:42:03.2 | 44    | +19:45.6   |

Спринт
| Соревнование     | Спортсмены         | Квалификация  | Квалификация  | Четвертьфинал         | Четвертьфинал         | Четвертьфинал         | Полуфинал             | Полуфинал             | Полуфинал             | Финал                 | Финал                 | Итоговое место |
| Соревнование     | Спортсмены         | Результат     | Место         | Заезд                 | Результат             | Место                 | Заезд                 | Результат             | Место                 | Результат             | Место                 | Итоговое место |
| ---------------- | ------------------ | ------------- | ------------- | --------------------- | --------------------- | --------------------- | --------------------- | --------------------- | --------------------- | --------------------- | --------------------- | -------------- |
| спринт           | Ли Синь            | 3:33.61       | 49            | завершила выступление | завершила выступление | завершила выступление | завершила выступление | завершила выступление | завершила выступление | завершила выступление | завершила выступление | 49             |
| спринт           | Чи Чуньсюэ         | 3:42.7        | 57            | завершила выступление | завершила выступление | завершила выступление | завершила выступление | завершила выступление | завершила выступление | завершила выступление | завершила выступление | 57             |
| командный спринт | Ли Синь Чи Чуньсюэ | Не проводится | Не проводится | Не проводится         | Не проводится         | Не проводится         | 2                     | 17:35.94              | 17                    | завершили выступление | завершили выступление | 17             |

#### Прыжки на лыжах с трамплина
Квалификация спортсменов для участия в Олимпийских играх осуществлялась на основании специального квалификационного рейтинга FIS по состоянию на 21 января 2018 года. По итогам квалификационного отбора сборная Китая завоевала 1 олимпийскую лицензию.
Женщины
| Соревнование        | Спортсмены | 1 прыжок  | 1 прыжок | 2 прыжок  | 2 прыжок | Всего | Место |
| Соревнование        | Спортсмены | Результат | Место    | Результат | Место    | Всего | Место |
| ------------------- | ---------- | --------- | -------- | --------- | -------- | ----- | ----- |
| нормальный трамплин | Чан Синьюэ | 69,6      | 26       | 85,3      | 18       | 154,9 | 20    |

#### Сноуборд
По сравнению с прошлыми Играми в программе соревнований произошёл ряд изменений. Вместо параллельного слалома были добавлены соревнования в биг-эйре. Во всех дисциплинах, за исключением мужского сноуборд-кросса, изменилось количество участников соревнований, был отменён полуфинальный раунд, а также в финалах фристайла спортсмены стали выполнять по три попытки. Квалификация спортсменов для участия в Олимпийских играх осуществлялась на основании специального квалификационного рейтинга FIS по состоянию на 21 января 2018 года. Для каждой дисциплины были установлены определённые условия, выполнив которые спортсмены могли претендовать на попадание в состав сборной для участия в Олимпийских играх. По итогам квалификационного отбора сборная Китая завоевала 8 олимпийских лицензий, а после перераспределения квот получила ещё одну.
Мужчины
Фристайл
| Соревнование | Спортсмены | Квалификация | Квалификация | Квалификация | Квалификация         | Финал                | Финал                | Финал                | Финал                | Итоговое место |
| Соревнование | Спортсмены | Заезд        | 1 спуск      | 2 спуск      | Место                | 1 спуск              | 2 спуск              | 3 спуск              | Место                | Итоговое место |
| ------------ | ---------- | ------------ | ------------ | ------------ | -------------------- | -------------------- | -------------------- | -------------------- | -------------------- | -------------- |
| хафпайп      | Чжан Ивэй  | 1            | 32,50        | 74,00        | 15                   | завершил выступление | завершил выступление | завершил выступление | завершил выступление | 15             |
| хафпайп      | Ши Ванчэн  | 10,00        | 11,75        | 29           | завершил выступление | завершил выступление | завершил выступление | завершил выступление | 29                   |                |

Женщины
Фристайл
| Соревнование | Спортсмены | Квалификация | Квалификация | Квалификация | Квалификация | Финал                 | Финал                 | Финал                 | Финал                 | Итоговое место |
| Соревнование | Спортсмены | Заезд        | 1 спуск      | 2 спуск      | Место        | 1 спуск               | 2 спуск               | 3 спуск               | Место                 | Итоговое место |
| ------------ | ---------- | ------------ | ------------ | ------------ | ------------ | --------------------- | --------------------- | --------------------- | --------------------- | -------------- |
| хафпайп      | Лю Цзяюй   | 1            | 87,75        | 41,00        | 2 Q          | 85,50                 | 89,75                 | 49,00                 | 2                     | 2              |
| хафпайп      | Цай Сюэтун | 1            | 65,75        | 69,00        | 6 Q          | 20,50                 | 41,25                 | 76,50                 | 5                     | 5              |
| хафпайп      | Цю Лэн     | 1            | 50,75        | 53,75        | 16           | завершила выступление | завершила выступление | завершила выступление | завершила выступление | 16             |
| хафпайп      | Ли Шуан    | 1            | 24,50        | 9,25         | 22           | завершила выступление | завершила выступление | завершила выступление | завершила выступление | 22             |

Слалом
| Соревнование                   | Спортсмены  | Квалификация | Квалификация | Квалификация          | Квалификация          | 1/8 финала            | Четвертьфинал         | Полуфинал             | Финал                 | Место |
| Соревнование                   | Спортсмены  | Синий курс   | Красный курс | Всего                 | Место                 | Соперник Результат    | Соперник Результат    | Соперник Результат    | Соперник Результат    | Место |
| ------------------------------ | ----------- | ------------ | ------------ | --------------------- | --------------------- | --------------------- | --------------------- | --------------------- | --------------------- | ----- |
| параллельный гигантский слалом | Цзан Жусинь | 48,17        | 47,09        | 1:35,26               | 22                    | завершила выступление | завершила выступление | завершила выступление | завершила выступление | 22    |
| параллельный гигантский слалом | Гон Найин   | 48,63        | 47,73        | 1:36,36               | 26                    | завершила выступление | завершила выступление | завершила выступление | завершила выступление | 26    |
| параллельный гигантский слалом | Сюй Сяосяо  | DSQ          | DSQ          | завершила выступление | завершила выступление | завершила выступление | завершила выступление | завершила выступление | завершила выступление | -     |

#### Фристайл
По сравнению с прошлыми Играми изменения произошли в хафпайпе и слоупстайле. Теперь в финалах этих дисциплин фристайлисты стали выполнять по три попытки, при этом итоговое положение спортсменов по-прежнему определяется по результату лучшей из них. Квалификация спортсменов для участия в Олимпийских играх осуществлялась на основании специального квалификационного рейтинга FIS по состоянию на 21 января 2018 года. Для каждой дисциплины были установлены определённые условия, выполнив которые спортсмены могли претендовать на попадание в состав сборной для участия в Олимпийских играх. По итогам квалификационного отбора сборная Китая завоевала 10 олимпийских лицензий, а после перераспределения квот получила ещё пять.
Мужчины
Могул и акробатика
| Соревнование | Спортсмены  | Квалификация 1 | Квалификация 1 | Квалификация 2 | Квалификация 2 | Квалификация 2 | Финал 1              | Финал 1              | Финал 2              | Финал 2              | Финал 3              | Финал 3              | Итоговое место |
| Соревнование | Спортсмены  | Очки           | Место          | Очки           | Лучший         | Место          | Очки                 | Место                | Очки                 | Место                | Очки                 | Место                | Итоговое место |
| ------------ | ----------- | -------------- | -------------- | -------------- | -------------- | -------------- | -------------------- | -------------------- | -------------------- | -------------------- | -------------------- | -------------------- | -------------- |
| акробатика   | Цзя Цзунъян | 126,55         | 3 Q            | не участвовал  | не участвовал  | не участвовал  | 118,55               | 9 Q                  | 128,76               | 1 Q                  | 128,05               | 2                    | 2              |
| акробатика   | Ци Гуанпу   | 126,70         | 2 Q            | не участвовал  | не участвовал  | не участвовал  | 127,44               | 1 Q                  | 122,17               | 7                    | завершил выступление | завершил выступление | 7              |
| акробатика   | Лю Чжунцин  | 107,08         | 16             | 123,08         | 123,08         | 4 Q            | 119,47               | 8 Q                  | 94,57                | 9                    | завершил выступление | завершил выступление | 9              |
| акробатика   | Ван Синьди  | 121,24         | 10             | 96,38          | 121,24         | 8              | завершил выступление | завершил выступление | завершил выступление | завершил выступление | завершил выступление | завершил выступление | 14             |

Парк и пайп
| Соревнование | Спортсмены | Квалификация | Квалификация | Квалификация | Финал                | Финал                | Финал                | Финал                | Итоговое место |
| Соревнование | Спортсмены | 1 заезд      | 2 заезд      | Место        | 1 заезд              | 2 заезд              | 3 заезд              | Место                | Итоговое место |
| ------------ | ---------- | ------------ | ------------ | ------------ | -------------------- | -------------------- | -------------------- | -------------------- | -------------- |
| хафпайп      | Мао Бинцян | 53,00        | 54,60        | 20           | завершил выступление | завершил выступление | завершил выступление | завершил выступление | 20             |
| хафпайп      | Кун Сянжуй | 47,40        | 50,80        | 23           | завершил выступление | завершил выступление | завершил выступление | завершил выступление | 23             |

Женщины
Могул и акробатика
| Соревнование | Спортсмены   | Квалификация 1 | Квалификация 1 | Квалификация 2 | Квалификация 2 | Квалификация 2 | Финал 1               | Финал 1               | Финал 2               | Финал 2               | Финал 3               | Финал 3               | Итоговое место |
| Соревнование | Спортсмены   | Очки           | Место          | Очки           | Лучший         | Место          | Очки                  | Место                 | Очки                  | Место                 | Очки                  | Место                 | Итоговое место |
| ------------ | ------------ | -------------- | -------------- | -------------- | -------------- | -------------- | --------------------- | --------------------- | --------------------- | --------------------- | --------------------- | --------------------- | -------------- |
| акробатика   | Чжан Синь    | 90,24          | 6 Q            | не участвовала | не участвовала | не участвовала | 87,25                 | 6 Q                   | 94,11                 | 2 Q                   | 95,52                 | 2                     | 2              |
| акробатика   | Кун Фаньюй   | 89,77          | 7              | 95,17          | 95,17          | 2 Q            | 89,77                 | 4 Q                   | 97,29                 | 1 Q                   | 70,14                 | 3                     | 3              |
| акробатика   | Сюй Мэнтао   | 99,37          | 3 Q            | не участвовала | не участвовала | не участвовала | 91,00                 | 2 Q                   | 59,25                 | 9                     | завершила выступление | завершила выступление | 9              |
| акробатика   | Янь Тин      | 80,95          | 13             | 82,94          | 82,94          | 9              | завершила выступление | завершила выступление | завершила выступление | завершила выступление | завершила выступление | завершила выступление | 15             |
| могул        | Гуань Цзыянь | 48,11          | 28             | 51,80          | 51,80          | 14             | завершила выступление | завершила выступление | завершила выступление | завершила выступление | завершила выступление | завершила выступление | 28             |
| могул        | Ван Цзинь    | 51,29          | 27             | 43,06          | 51,29          | 15             | завершила выступление | завершила выступление | завершила выступление | завершила выступление | завершила выступление | завершила выступление | 29             |

Парк и пайп
| Соревнование | Спортсмены  | Квалификация | Квалификация | Квалификация | Финал                 | Финал                 | Финал                 | Финал                 | Итоговое место |
| Соревнование | Спортсмены  | 1 заезд      | 2 заезд      | Место        | 1 заезд               | 2 заезд               | 3 заезд               | Место                 | Итоговое место |
| ------------ | ----------- | ------------ | ------------ | ------------ | --------------------- | --------------------- | --------------------- | --------------------- | -------------- |
| хафпайп      | Чжан Кэсинь | 80,60        | 81,00        | 8 Q          | 73,00                 | 55,40                 | 71,00                 | 9                     | 9              |
| хафпайп      | Чай Хун     | 58,00        | 63,60        | 19           | завершила выступление | завершила выступление | завершила выступление | завершила выступление | 19             |
| хафпайп      | У Мэн       | 53,40        | 61,00        | 20           | завершила выступление | завершила выступление | завершила выступление | завершила выступление | 20             |